# دوی کوهستان
دوی کوهستان (به انگلیسی: Mountain running) یک رشته ورزشی است که عمدتاً در خارج از جاده در زمین‌های کوهستانی انجام می‌شود، اما در صورت افزایش ارتفاع قابل توجهی در مسیر، می‌توان از جاده‌های روکار استفاده کرد. در این با دویدن در سقوط متفاوت است. همچنین دوره‌های آن با وضوح بیشتری مشخص شده‌است و از بخش‌های خطرناک پرهیز می‌کند. اگر بر روی سطوح بدون سنگفرش اجرا شود، نوعی از دویدن در گذرراه است. دویدن در کوهستان ترکیبی از دویدن، دوی آهسته و پیاده‌روی است که بستگی به شیب مسیر دارد.